# Флаг Старополтавского района
Флаг Старополта́вского района является официальным символом муниципального образования Старополтавский муниципальный район Волгоградской области Российской Федерации, отражающим исторические, географические и экономические особенности. Учреждён 27 марта 2002 года.

## Описание
Представляет собой прямоугольное полотнище в пропорциях 2:3, разделённое по горизонтали на красную, синюю и жёлтую полосы в пропорциях 4:1:4.

## Обоснование символики
Пересекающая флаг синяя полоска символизирует Волгу и другие реки, а жёлтый и красный цвета обозначают пшеничные поля и покрытые тюльпанами степные просторы.
Кроме того, синий цвет является символом мудрости, гармонии и духовного совершенства, жёлтый символизирует процветание и богатство, а красный — мужество, свободу и стойкость жителей района на протяжении поколений, их трудовую и боевую доблесть.
Сочетание красного и жёлтого цветов указывает на связь с Россией (красный — исторический и национальный цвет русского народа, красными с жёлтыми были и древние русские знамёна времён Киевской Руси и Куликовской битвы, и знамя Победы, такие же цвета имеет и современный Герб России).
Сочетание синего и жёлтого цветов напоминает о том, что наряду с русскими, важную роль в заселении и формировании этнического состава населения сыграли украинцы и казахи, для которых национальными являются сочетания этих двух цветов.
Сочетание красного, жёлтого и чёрного (на гербе) — национальных немецких цветов — говорит о том, что в заселении существенную роль сыграли также переселявшиеся сюда представители немецкого народа.
Сочетание красного и синего цветов, характерное для областной символики, говорит о принадлежности к Волгоградской области.